# اوله پولسن
اوله پولسن (دانمارکی: Ole Poulsen؛ زادهٔ ۱۶ دسامبر ۱۹۴۱) قایقران قایق بادبانی اهل دانمارک بود.